# Jessica Silva
Jessica Silva (ur. 11 grudnia 1994 w Odemirze) – portugalska piłkarka, występująca na pozycji napastnika w portugalskim klubie Benfica Lizbona oraz w reprezentacji Portugalii.

## Kariera
Na podstawie:
| Klub                | Miasto      | Debiut                                                | Sukcesy |
| ------------------- | ----------- | ----------------------------------------------------- | --- |
| Linköpings FC       | Linköping   | 10 sierpnia 2014 Linköpings FC 2:0 Umeå IK            | - Puchar Szwecji Kobiet 2013/14 |
| Levante UD          | Walencja    | 28 kwietnia 2018 Levante UD 0:1 Valencia CF           | – |
| Olympique Lyon      | Lyon        | 11 września 2019 Riazań-WDW Riazań 0:9 Olympique Lyon | - Zwyciężyni Ligi Mistrzyń 2019/2020 - Challenge de France 2019/2020 - Puchar Mistrzów Kobiet 2019/2020 - Klubowe Mistrzostwa Świata 2019 |
| Kansas City Current | Kansas City | 28 kwietnia 2018 Kansas City Current 0:1 Houston Dash | – |
| Benfica Lizbona     | Lizbona     | 18 sierpnia 2022 Benfica Lizbona 9:0 KF Hajvalia      | - Mistrzyni Portugalii 2021/22, 2022/23 - Puchar Ligi 2022/23 - Superpuchar Portugalii 2022/23                                            |

## Statystyki

### Klubowe
Na podstawie:
(aktualne na dzień 6 sierpnia 2023)
| Klub                | Sezon   | Liga                           | Liga  | Liga   | Puchar krajowy | Puchar krajowy | Kontynentalne | Kontynentalne | Suma  | Suma   |
| Klub                | Sezon   | Liga                           | Mecze | Bramki | Mecze          | Bramki         | Mecze         | Bramki        | Mecze | Bramki |
| ------------------- | ------- | ------------------------------ | ----- | ------ | -------------- | -------------- | ------------- | ------------- | ----- | ------ |
| Linköpings FC       | 2014    | Allsvenskan                    | 2     | 0      | 1              | 0              | –             | –             | 3     | 0      |
| Levante UD          | 2017/18 | Liga F                         | 16    | 4      | 2              | 0              | –             | –             | 18    | 4      |
| Levante UD          | 2018/19 | Liga F                         | 21    | 2      | 2              | 0              | –             | –             | 23    | 2      |
| Olympique Lyon      | 2019/20 | Division 1 Féminine            | 2     | 1      | 0              | 0              | 3             | 1             | 5     | 2      |
| Olympique Lyon      | 2020/21 | Division 1 Féminine            | 0     | 0      | 0              | 0              | –             | –             | 0     | 0      |
| Kansas City Current | 2021    | National Women’s Soccer League | 14    | 0      | 0              | 0              | –             | –             | 14    | 0      |
| Benfica Lizbona     | 2022/23 | Campeonato Nacional Feminino   | 0     | 0      | 0              | 0              | 10            | 3             | 22    | 23     |
| Benfica Lizbona     | Łącznie | Łącznie                        | 30    | 3      | 4              | 0              | 10            | 2             | 44    | 5      |

### Reprezentacyjne
Na podstawie:
(aktualne na dzień 6 sierpnia 2023)
| Rok            | Rozgrywki                          | Mecze | Gole | Kartki |
| -------------- | ---------------------------------- | ----- | ---- | ------ |
| 2011           | Eliminacje ME 2013                 | 1     | 0    | x1     |
| 2013           | Puchar Algarve                     | 3     | 0    |        |
| 2013           | Eliminacje MŚ 2015                 | 2     | 1    |        |
| 2014           | Eliminacje MŚ 2015                 | 7     | 2    | x1     |
| 2014           | Puchar Algarve                     | 4     | 2    |        |
| 2015           | Eliminacje EURO 2017               | 3     | 0    | x1     |
| 2017           | Puchar Algarve                     | 2     | 0    |        |
| 2017           | Eliminacje MŚ 2019                 | 3     | 0    |        |
| 2018           | Eliminacje MŚ 2019                 | 3     | 0    |        |
| 2018           | Puchar Algarve                     | 4     | 0    |        |
| 2018           | Yongchuan International Tournament | 3     | 0    |        |
| 2019           | Eliminacje EURO 2022               | 2     | 1    | x1     |
| 2020           | Puchar Algarve                     | 1     | 0    |        |
| 2021           | Eliminacje EURO 2022               | 3     | 0    | x1     |
| 2021           | Eliminacje MŚ 2023                 | 11    | 2    | x3     |
| 2022           | Eliminacje MŚ 2023                 | 11    | 2    | x3     |
| Puchar Algarve | 3                                  | 0     |      |        |
| EURO 2022      | 3                                  | 1     |      |        |
| 2023           | MŚ 2023                            | 3     | 0    | x1     |
|                |                                    |       |      |        |
|                | Mecze towarzyskie                  | 17    | 4    | x2     |
| Łącznie        | Łącznie                            | 78    | 13   | x8     |

## Sukcesy

### Klubowe
- Puchar Szwecji Kobiet 2013/14 ( Linköpings FC)
- Zwyciężyni Ligi Mistrzyń 2019/2020 ( Olympique Lyon)
- Challenge de France 2019/2020 ( Olympique Lyon)
- Puchar Mistrzów Kobiet 2019/2020 ( Olympique Lyon)
- Klubowe Mistrzostwa Świata 2019 ( Olympique Lyon)
- Mistrzyni Portugalii 2021/22, 2022/23 ( Benfica Lizbona)
- Puchar Ligi 2022/23 ( Benfica Lizbona)
- Superpuchar Portugalii 2022/23 ( Benfica Lizbona)

### Reprezentacyjne
- Yongchuan International Tournament 2018